# Бюльбюль широкобровий
Бюльбю́ль широкобровий (Pycnonotus goiavier) — вид горобцеподібних птахів родини бюльбюлевих (Pycnonotidae). Мешкає в Південно-Східній Азії.

## Опис
Довжина птаха становить 20 см. Верхня частина тіла коричнева, груди і живіт білуваті, гузка жовта. Верхня частина голови коричнева, щоки коричневі, над очима широкі білі брови, горло біле.

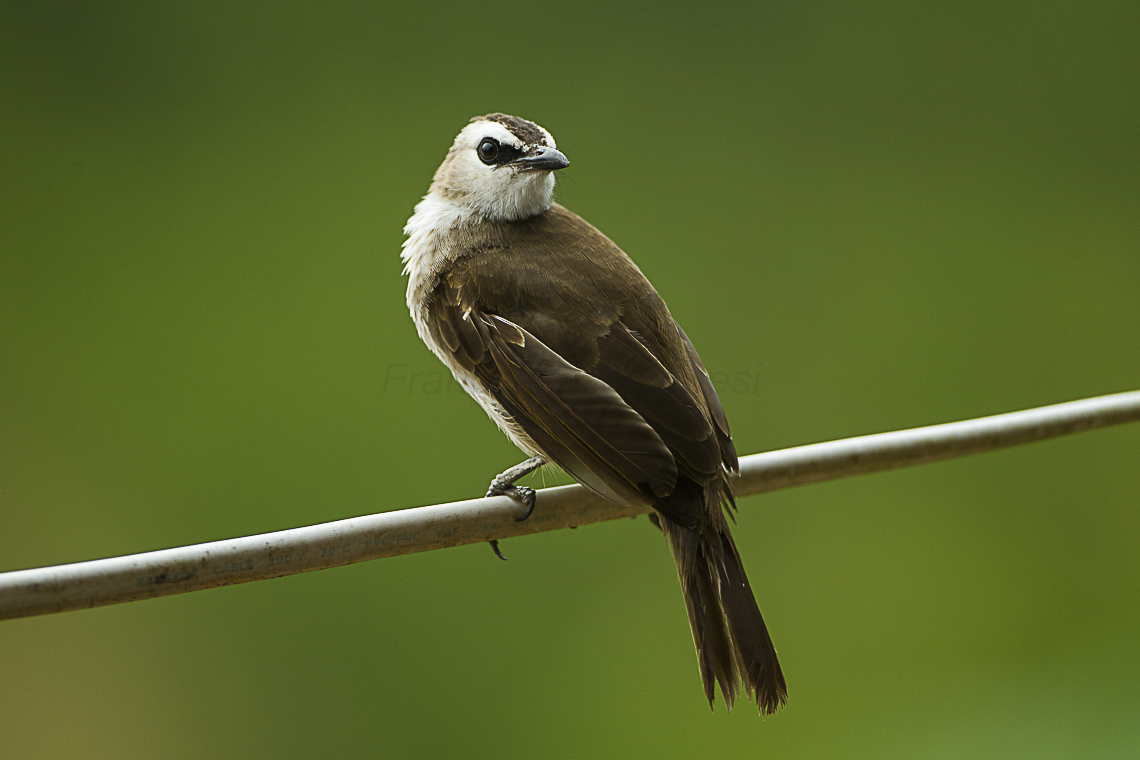
Широкобровий бюльбюль (Таїланд)

## Підвиди
Виділяють шість підвидів:
- P. g. jambu Deignan, 1955 — від південної М'янми до південного Індокитаю;
- P. g. analis (Horsfield, 1821) — Малайський півострів, Суматра і сусідні острови, Ява, Балі, Ломбок і Сумбава;
- P. g. gourdini Gray, GR, 1847 — Калімантан, острови Маратуа і Карімун-Ява[en];
- P. g. goiavier (Scopoli, 1786) — північні Філіппіни;
- P. g. samarensis Rand & Rabor, 1960 — центральні Філіппіни;
- P. g. suluensis Mearns, 1909 — південні Філіппіни.

## Поширення і екологія
Широкоброві бюльбюлі мешкають в Індокитаї, на Малайському півострові, на Великих і Малих Зондських островах. Вони живуть у вологих тропічних і мангрових лісах, в чагарникових заростях, на болотах, полях і плантаціях, в парках і садах. Зустрічаються на висоті до 1830 м над рівнем моря, однак переважно на рівнинах. Живляться ягодами, дрібними плодами, нектаром, пагонами і безхребетними. Сезон розмноження триває з лютого по червень. В кладці від 2 до 5 яєць.

## Збереження
МСОП класифікує цей вид як такий, що не потребує особливих заходів зі збереження. Широкобровий бюльбюль є досить поширеним видом в межах свого ареалу, особливо на Калімантані.